# Chilleurs-aux-Bois
Chilleurs-aux-Bois är en kommun i departementet Loiret i regionen Centre-Val de Loire strax norr Frankrikes mitt. Kommunen ligger i kantonen Pithiviers som tillhör arrondissementet Pithiviers. År 2022 hade Chilleurs-aux-Bois 2 103 invånare.

## Befolkningsutveckling
Antalet invånare i kommunen Chilleurs-aux-Bois
| Referens: INSEE |